# Kích thước hạt
Bài này nói về kích thước hạt trong ngữ cảnh của trầm tích học, một chuyên ngành trong địa chất học, xem thêm bài Tinh thể để biết thêm về kích thước hạt trong khoa học vật liệu và bài công nghệ nano để biết thêm về kích thước tới hạn của các vật liệu có độ lớn cỡ nanomét

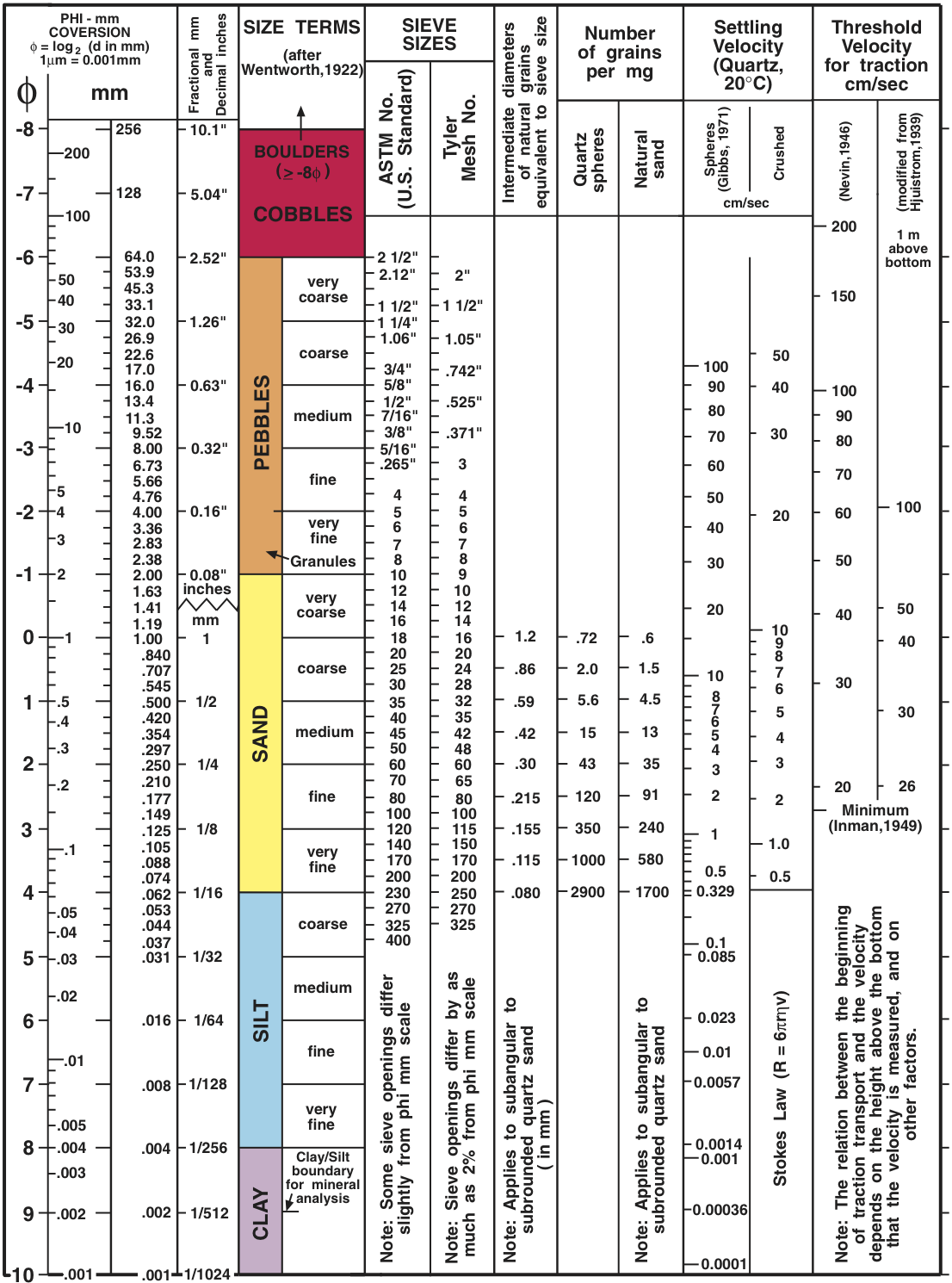
Biểu đồ kích thước hạt Wentworth từ Open-File Report 2006-1195 của Cục Khảo sát Địa chất Hoa Kỳ. Lưu ý lỗi in ấn: 33,1 mm - số đúng là 38,1 mm & 0,545 mm - số đúng là 0,595 mm.

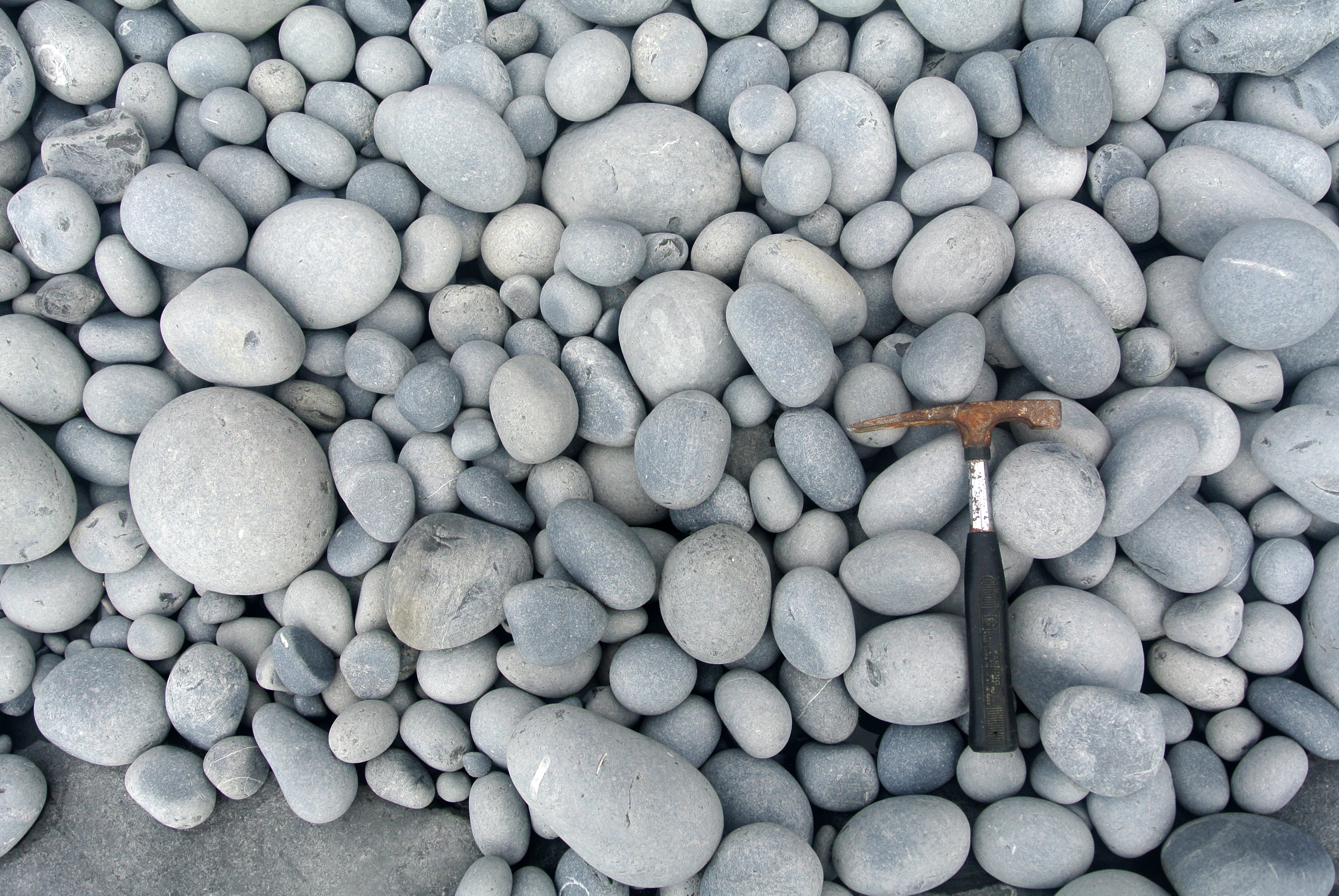
Đá cuội bãi biển tại mũi đất Nash, South Wales.

Kích thước hạt ở đây được hiểu là kích thước cơ học của các hạt đất, đá hay các chất rắn khác. Nó khác với kích thước tinh thể, là kích thước của một tinh thể đơn trong chất rắn (một hạt có thể chứa nhiều tinh thể).
Kích thước hạt có thể dao động từ rất nhỏ như hạt keo cho tới sét, bột, cát, sỏi (cuội) hay đá cuội.
Thành phần kích thước hạt (thành phần cơ học, cấu trúc đất) là hàm lượng tương đối của các hạt có kích thước khác nhau trong đất, đá hay các hỗn hợp nhân tạo, không phụ thuộc vào thành phần hóa học hay khoáng vật học của nó. Thành phần kích thước hạt là một thông số vật lý quan trọng, mà nhiều chức năng cũng như nhiều khía cạnh của sự tồn tại của đất là phụ thuộc vào nó, trong đó có độ phì nhiêu của đất.
Cũng căn cứ theo thành phần kích thước hạt mà người ta tiến hành phân loại và định tên các loại đá trầm tích cơ học.

## Các hạt
Trong đất và đá có thể có các hạt với đường kính từ nhỏ hơn 0,001 mm tới lớn hơn vài cm. Để phân tích chi tiết toàn bộ khoảng có thể của các kích thước người ta chia nó ra thành các đoạn, được gọi là các phần. Không tồn tại một hệ thống phân loại kích thước hạt duy nhất.
Theo dòng lịch sử, hệ thống phân loại đầu tiên về kích thước hạt đã được Atterberg Alfred đưa ra năm 1912, và nó là cơ sở để nghiên cứu các tính chất cơ lý của các hỗn hợp đơn phần. Các phân tích đó chỉ ra sự khác nhau rõ nét về chất giữa các phần hạt, cụ thể là độ nhớt khi đạt tới các kích thước 0,002, 0,02 và 0,2 mm.

## Các hệ thống phân loại
Hiện nay tồn tại hai nguyên lý cơ bản trong xây dựng các hệ thống phân loại đất:
- Trên cơ sở hàm lượng hạt sét tự nhiên với tính toán tới các phần chiếm ưu thế và kiểu hình thành đất: Do N.A. Kachinskii sáng tạo ra và được chấp nhận tại Nga.
- Trên cơ sở hàm lượng tương đối của các phần cát, bột và sét theo Atterberg: Phân loại quốc tế, các phân loại của Hiệp hội các nhà thổ nhưỡng học (SSSA) và Hiệp hội các nhà nông học (ASSA) Hoa Kỳ. Để xác định tên gọi đất, người ta sử dụng tam giác Ferre.

Chuyển đổi đơn trị từ hệ thống phân loại này sang hệ thống phân loại kia là không tồn tại, nhưng có thể đặt tên gọi cho đất bằng cách sử dụng đường cong tích lũy để biểu diễn các kết quả về thành phần hạt theo cả hai kiểu phân loại.
Việc định danh tên gọi cho các loại đá trầm tích cơ học và đá cơ học - sét cũng được tiến hành tương tự như trên với sự khác biệt giữa trường phái Nga và Âu Mỹ.

### Nga
Thang Atterberg là cơ sở của các hệ thống phân loại mới hơn tại nhiều quốc gia. Tại Liên Xô cũ, Nga và cả Việt Nam hiện nay, người ta chấp nhận hệ thống phân loại hơi khác một chút là hệ thống do N.A. Kachinskii đề ra.
| Thang Kachinskii     | Thang Kachinskii |
| Giá trị giới hạn, mm | Tên gọi hạt      |
| -------------------- | ---------------- |
| Tới 0,001            | Bột              |
| 0,001 - 0,005        | Bụi nhỏ          |
| 0,005 - 0,01         | Bụi trung bình   |
| 0,01 - 0,05          | Bụi lớn          |
| 0,05 - 0,25          | Cát nhỏ          |
| 0,25 - 0,5           | Cát trung bình   |
| 0,5 - 1              | Cát lớn          |

Bên cạnh đó, trong phân loại Kachinskii người ta còn phân ra các phần cát tự nhiên và sét tự nhiên, tương ứng với lớn và nhỏ hơn 0,01 mm. Kích thước trong phạm vi 1–3 mm là phần sỏi, còn lớn hơn 3 mm là phần đá trong đất.

### Hoa Kỳ
Khoảng kích thước xác định các giới hạn của từng lớp được đặt tên trong thang đo Wentworth sử dụng tại Hoa Kỳ. Thang đo phi (φ) Krumbein, một sự sửa đổi từ thang đo Wentworth được W. C. Krumbein tạo ra năm 1934, là một thang đo lôgarit, được tính theo công thức: 
{\displaystyle \varphi =-\log _{2}{\frac {D}{D_{0}}},}
trong đó
{\displaystyle \varphi } là giá trị của thang phi (φ) Krumbein,
{\displaystyle D} là đường kính của hạt, tính bằng milimet,
{\displaystyle D_{0}} là đường kính tham chiếu, bằng 1 mm (để làm cho phương trình phù hợp về chiều).
Phương trình này có thể viết lại để tìm đường kính khi biết trước giá trị φ:
{\displaystyle D=D_{0}\cdot 2^{-\varphi }\,}
Thang phân chia theo logarit được nhiều nhà trầm tích học và thổ nhưỡng học trên thế giới công nhận và sử dụng rộng rãi hơn vì họ cho rằng sự phân bố thành phần các hạt trong tự nhiên tuân theo luật logarit chứ không phải hệ 10 như thang phân chia được áp dụng tại Nga.
| Thang φ   | Khoảng kích thước (hệ mét) | Khoảng kích thước (xấp xỉ theo inch) | Tên chung (lớp Wentworth) | Các tên khác |
| --------- | -------------------------- | ------------------------------------ | ------------------------- | ------------ |
| < −8      | > 256 mm                   | > 10,1 in                            | Đá tảng                   |              |
| −6 đến −8 | 64–256 mm                  | 2,5–10,1 in                          | Đá cuội                   |              |
| −5 đến −6 | 32–64 mm                   | 1,26–2,5 in                          | Sỏi rất thô               | Cuội         |
| −4 đến −5 | 16–32 mm                   | 0,63–1,26 in                         | Sỏi thô                   | Cuội         |
| −3 đến −4 | 8–16 mm                    | 0,31–0,63 in                         | Sỏi trung bình            | Cuội         |
| −2 đến −3 | 4–8 mm                     | 0,157–0,31 in                        | Sỏi mịn                   | Cuội         |
| −1 đến −2 | 2–4 mm                     | 0,079–0,157 in                       | Sỏi rất mịn               | Hạt mịn      |
| 0 đến −1  | 1–2 mm                     | 0,039–0,079 in                       | Cát rất thô               |              |
| 1 đến 0   | ½–1 mm                     | 0,020–0,039 in                       | Cát thô                   |              |
| 2 đến 1   | ¼–½ mm                     | 0,010–0,020 in                       | Cát trung bình            |              |
| 3 đến 2   | 125–250 µm                 | 0,0049–0,010 in                      | Cát mịn                   |              |
| 4 đến 3   | 62,5–125 µm                | 0,0025–0,0049 in                     | Cát rất mịn               |              |
| 8 đến 4   | 3,90625–62,5 µm            | 0,00015–0,0025 in                    | Bột                       |              |
| > 8       | < 3,90625 µm               | < 0,00015 in                         | Hạt sét                   |              |
| >10       | < 1 µm                     | < 0,000039 in                        | Hệ keo                    |              |

Trong một số sơ đồ thì người ta coi "sỏi" là những gì lớn hơn cát (>2,0 mm), và bao gồm cả "hạt mịn", "cuội", "đá cuội" và "đá tảng" trong bảng trên. Trong sơ đồ này, "cuội" có kích thước từ 4 đến 64 mm (−2 đến −6 φ).

### Thang quốc tế
ISO 14688-1:2002 thiết lập các nguyên tắc cơ bản để nhận dạng và phân loại đất trên cơ sở các đặc tính vật liệu và khối lượng thường được sử dụng nhất cho đất cho mục đích kỹ thuật. ISO 14688-1 có thể áp dụng cho đất tự nhiên tại chỗ (in situ), các vật liệu nhân tạo tương tự tại chỗ cũng như đất do con người tái tạo.
| Tên         | Tên         | Tên            | Tên | Khoảng kích thước (mm) | Khoảng cỡ (~ inch)     |
| ----------- | ----------- | -------------- | --- | ---------------------- | ---------------------- |
| Đất rất thô | Đất rất thô | Đá tảng lớn    | LBo | > 630                  | > 24,8031              |
| Đất rất thô | Đất rất thô | Đá tảng        | Bo  | 200–630                | 7,8740–24,803          |
| Đất rất thô | Đất rất thô | Đá cuội        | Co  | 63–200                 | 2,4803–7,8740          |
| Đất thô     | Sỏi         | Sỏi thô        | CGr | 20–63                  | 0,78740–2,4803         |
| Đất thô     | Sỏi         | Sỏi trung bình | MGr | 6,3–20                 | 0,24803–0,78740        |
| Đất thô     | Sỏi         | Sỏi mịn        | FGr | 2,0–6,3                | 0,078740–0,24803       |
| Đất thô     | Cát         | Cát thô        | CSa | 0,63–2,0               | 0,024803–0,078740      |
| Đất thô     | Cát         | Cát trung bình | MSa | 0,2–0,63               | 0,0078740–0,024803     |
| Đất thô     | Cát         | Cát mịn        | FSa | 0,063–0,2              | 0,0024803–0,0078740    |
| Đất mịn     | Bột         | Bột thô        | CSi | 0,02–0,063             | 0,00078740–0,0024803   |
| Đất mịn     | Bột         | Bột trung bình | MSi | 0,0063–0,02            | 0,00024803–0,00078740  |
| Đất mịn     | Bột         | Bột mịn        | FSi | 0,002–0,0063           | 0,000078740–0,00024803 |
| Đất mịn     | Sét         | Sét            | Cl  | ≤ 0,002                | ≤ 0,000078740          |

## Sắp xếp
Sự tích tụ trầm tích cũng có thể được đặc trưng bằng sự phân bố kích thước hạt. Trầm tích có thể trải qua quá trình sắp xếp khi khoảng kích thước hạt bị loại bỏ bởi một trung gian như sông hoặc gió. Sự sắp xếp có thể được định lượng bằng cách sử dụng Độ lệch chuẩn Đồ họa Toàn bộ (IGSD).
{\displaystyle \sigma _{I}={\frac {\phi 84-\phi 16}{4}}+{\frac {\phi 95-\phi 5}{6,6}}}
trong đó:
{\displaystyle \sigma _{I}} là Độ lệch chuẩn Đồ họa Toàn bộ, tính theo các đơn vị của phi (φ) (mm, inch).
{\displaystyle \phi 84} là phân vị 84% của phân bố kích thước hạt, tính bằng các đơn vị của phi.
{\displaystyle \phi 16} là phân vị 16% của phân bố kích thước hạt, tính bằng các đơn vị của phi.
{\displaystyle \phi 95} là phân vị 95% của phân bố kích thước hạt, tính bằng các đơn vị của phi.
{\displaystyle \phi 5} là phân vị 5% của phân bố kích thước hạt, tính bằng các đơn vị của phi.
Kết quả có thể được mô tả sử dụng các thuật ngữ sau:
| Đường kính (các đơn vị của phi)           | Mô tả              |
| ----------------------------------------- | ------------------ |
| {\displaystyle \sigma _{I}} < 0,35        | sắp xếp rất đều    |
| 0,35 < {\displaystyle \sigma _{I}} < 0,50 | sắp xếp đều        |
| 0,50 < {\displaystyle \sigma _{I}} < 1,00 | sắp xếp vừa phải   |
| 1,00 < {\displaystyle \sigma _{I}} < 2,00 | sắp xếp kém        |
| 2,00 < {\displaystyle \sigma _{I}} < 4,00 | sắp xếp rất kém    |
| 4,00 < {\displaystyle \sigma _{I}}        | sắp xếp cực kỳ kém |

## Ảnh hưởng của kích thước hạt tới tính chất của đất đá
Các hạt có kích thước nhỏ hơn sẽ có tỷ lệ bề mặt tiếp xúc cao hơn, và điều này có nghĩa là các đại lượng lớn hơn của dung lượng trao đổi cation, khả năng giữ nước, khả năng kết hợp tốt hơn, nhưng độ xốp nhỏ hơn. Các loại đất nặng có thể có vấn đề với khả năng chứa không khí còn các loại đất nhẹ là khả năng lưu giữ nước.
Các phần khác nhau thông thường được tạo ra từ các khoáng vật khác nhau. Ví dụ, trong các hạt lớn, thành phần chủ yếu là thạch anh còn trong các hạt nhỏ thì thành phần chủ yếu là caolinit, montmorillonit. Theo thành phần các hạt, người ta còn phân biệt khả năng tạo thành với mùn các hợp chất khoáng hữu cơ.